# Telehit España
Telehit était une chaîne de télévision espagnole. Elle était disponible sur la TDT et sur d'autres plateformes.

## Histoire
La chaîne a été remplacée le 31 juillet 2007 par Hogar 10.

## Programmation
La programmation de Telehit était entièrement composée de musiques mexicaines.